# South Stoke (Sussex de l'Ouest)
Pour les articles homonymes, voir South Stoke.
South Stoke est un village et une paroisse civile du Sussex de l'Ouest, en Angleterre. Il est situé à 3 km au nord de la ville d'Arundel. Administrativement, il relève du district d'Arun. Au recensement de 2011, il comptait 44 habitants.